# Campylopus gemmiparus
Campylopus gemmiparus là một loài rêu trong họ Dicranaceae. Loài này được Z. Iwats., J.-P. Frahm, Tad. Suzuki & Takaki mô tả khoa học đầu tiên năm 2002.